# Comté de Holmes (Ohio)
Pour les articles homonymes, voir Comté de Holmes.
Le comté de Holmes est situé dans l’État de Ohio, aux États-Unis. Il comptait 44 223 habitants en 2020. Son siège est Millersburg.
En 2020, près de 45 % de la population du comté est Amish. D'ici 2030, le comté de Holmes pourrait devenir le premier comté majoritairement Amish des États-Unis.

## Histoire
Le comté de Holmes est formé le 20 janvier 1824 à partir de parties des comtés de Coshocton, Tuscarawas et Wayne. Il est nommé en honneur d'Andrew Holmes, un officer de la guerre anglo-américaine de 1812. En 1863, pendant la guerre de Sécession, de nombreuses émeutes anti-conscriptions surviennent, principalement dans des régions où l'on parle allemand. Le comté est à l'époque un bastion démocrate, dominé par ses colons « Pennsylvania Dutch », dont de nombreux immigrants allemands récents. Avec le vote de la loi de conscription en mars 1863, les politiciens du comté de Holmes dénoncent le congrès et le président Lincoln comme despotiques, argumentant que le service militaire forcé est peu différent de l'esclavage. Les natifs d'Allemagne avaient quitté leur pays entre autres à cause de la conscription. Des manifestations violentes éclatent en juin, et elles continuent jusqu'à ce que l'armée de l'Union marche sur le comté et impose la loi martiale.

## Démographie
| Groupe                           | Comté de Holmes | Ohio | États-Unis |
| -------------------------------- | --------------- | ---- | ---------- |
| Blancs                           | 98,7            | 82,7 | 72,4       |
| Autres                           | 1,3             | 17,3 | 27,6       |
| Total                            | 100             | 100  | 100        |
|                                  |                 |      |            |
| Hispaniques et Latino-Américains | 0,8             | 3,1  | 16,7       |

Selon l'American Community Survey pour la période 2010-2014, 53,26 % de la population âgée de plus de 5 ans déclare parler l'anglais à la maison, 32,87 % l'allemand de Pennsylvanie, 12,97 % l'allemand, 0,50 % l'espagnol et 0,39 % une autre langue.